# Paralithomerus
Paralithomerus is een geslacht van kevers uit de familie  
kniptorren (Elateridae).
Het geslacht is voor het eerst wetenschappelijk beschreven in 2008 door Chang, Zhang & Ren.

## Soorten
Het geslacht omvat de volgende soorten:
- Paralithomerus exquisitus Chang, Zhang & Ren, 2008
- Paralithomerus parallelus Chang, Zhang & Ren, 2008